# KW-85
Der KW-85 war ein schwerer sowjetischer Panzer im Zweiten Weltkrieg. Im Gegensatz zum KW-1 erhielt der KW-85 eine 85-mm-Kanone, die von einem Flakgeschütz abgeleitet wurde. Es wurden nur wenige Exemplare gebaut. Die Leistungsdaten waren ähnlich denen des T-34/85 – nur war letzterer schneller; der KW-85 war im Gegenzug allerdings wesentlich stärker gepanzert.

## Entwicklungsgeschichte
Versuche, die 85-mm-Kanone in einen Panzer einzubauen, fanden bereits 1939 statt. Jedoch wurde aufgrund der Kosten von der Entwicklung eines speziellen Panzers abgesehen. Mit dem Auftauchen der neuen deutschen Tiger und Panther wurde diese Entwicklung 1943 von den Sowjets wieder aufgegriffen. Die größten Probleme machte die Konstruktion einer geeigneten Kanone. Alle geeigneten Vorschläge sahen eine Mündungsbremse vor, die von der sowjetischen Führung nicht akzeptiert wurde, da sie die Leistung der Kanone verminderte.
Erst mit dem Erscheinen der D-5T konnte mit der Konstruktion eines entsprechenden Panzers begonnen werden. Da der Krieg inzwischen schon weit fortgeschritten war, konnte für die Entwicklung nicht sehr viel Zeit aufgewendet werden. Daher wurde beschlossen, die 85-mm-D-5T in den Turm des KW-Is und des bereits neuentwickelten IS-1 (als Nachfolger der KW-Serie) einzubauen. Dies war möglich, da die Maße der D-5T den Einbau ohne größere Umbauten erlaubten. Lediglich der Drehkranz musste erweitert werden und der Platz für den Funker im Innenraum fiel weg. Große Probleme bei der Serienproduktion der D-5T verhinderten eine Massenproduktion des KW-85 und IS-1. Als die Kanone endlich in ausreichender Menge zur Verfügung stand, war bereits ihre Verwendung für den neuen T-34/85 beschlossen.

## Technische Daten
- Klassifikation: schwerer Panzer
- Hersteller: Tscheljabinski Kirowski Sawod (russisch Челябинский Кировский завод, Abkürzung: ЧКЗ)
- Bewaffnung: 1 × 85-mm-Kanone L52 D-5T, 3 × 7,62-mm-MG Degtjarjow DT
- Munition: 71 Granaten, 3276 Schuss MG-Munition
- Panzerung
  - Wanne
    - 75 mm Bug / Neigung 60°
    - 75 mm Fahrerfront oben / 60°
    - 40 mm Fahrerfront unten / 25°
    - 60 mm Wannenseite / 90°
    - 40 mm Heck oben / 55°
    - 75 mm Heck unten / gewölbt
    - 30 mm Decke / 0°
    - 20–30 mm Boden / 0°

  - Turm
    - 100 mm Turmblende / gewölbt
    - 100 mm Turmseite / 75°
    - 100 mm Heck / 75°
    - 40 mm Decke / 0°
- Gewicht: 46 Tonnen
- Motor: V12-Dieselmotor Typ W-2K mit 600 PS
- Hubraum: 38,9 Liter
- Kraftstoffverbrauch auf 100 km Straße: 290 Liter
- Kraftstoffvorrat: (Hauptkraftstoffbehälter / Zusatztanks) 600–615 / 4 × 90 Liter
- Leistung/Gewicht: 13 PS/Tonne
- Antrieb: auf hintere Treibräder
- Fahrbereich (Straße mit Zusatztanks): 330 km
- Höchstgeschwindigkeit: (Straße / Gelände) 35 km/h / 12 km/h
- Federung: Drehstabfedern
- Kettenbreite: 	608 mm
- Bodendruck: 0,79 kg/cm²
- Bodenfreiheit: 40 cm
- Wattiefe: 160 cm
- Länge über alles: 8490 mm
- Breite über alles: 3250 mm
- Höhe: 2830 mm
- Rohrüberstand: 1590 mm
- Besatzung: 4 Mann
- Baujahr: 1943
- Stückzahl: 148